# Felidhoo
Felidhoo (ފެލިދޫ) ist eine Insel des Felidhu-Atolls im Inselstaat Malediven in der Lakkadivensee (Indischer Ozean). Sie gehört zum Verwaltungsatoll Vaavu. 2014 hatte sie 489 Bewohner.

## Geographie
Die Insel liegt im Ostrand des Atolls, sozusagen am „Stiefelschaft“, zwischen Thinadhoo im Norden und Keyodhoo im Süden. Sie ist grob eiförmig, misst nur etwa 200 m im Durchmesser und hat im Westen, zur Lagune des Atolls hin, einen Hafen.

## Sonstiges
Es gibt eine Moschee auf der Insel (Felidhoo Hukuru Miskih) und mehrere Hotels.
Im Osten und am Nordwestende befinden sich zwei Parks: Felidhoo Thundi und Felidhoo Kulhi.